# Guy Barrabino
Guy Barrabino (Alessandria d'Egitto, 17 gennaio 1934 – Monaco, 10 novembre 2017) è stato uno schermidore francese, vincitore di una medaglia di bronzo ai campionati mondiali di scherma.